# Curtea de Conturi (Republica Moldova)
Curtea de Conturi a Republicii Moldova (CCRM) este instituția supremă de audit public extern din Republica Moldova și unica autoritate publică a Republicii Moldova cu rolul de auditare a finanțelor publice și de exercitare a controlului asupra formării, administrării și utilizării resurselor financiare publice și gestionării patrimoniului de stat.
Instituția a fost creată în 1994, în conformitate cu prevederile art.133 al Constituției Republicii Moldova și ale Legii nr. 312-XIII din 8 decembrie 1994 „Privind Curtea de Conturi”. În același an CCRM a devenit membru al organizațiilor internaționale EUROSAI și INTOSAI. Primul președinte al Curții de Conturi a fost Ion Ciubuc, care a condus-o în perioada decembrie 1994 - martie 1997.
Sediul Curții de Conturi este amplasat în Chișinău, pe bulevardul Ștefan cel Mare și Sfânt 69.
Președintele actual al Curții de Conturi este Tatiana Șevciuc, numită în funcție la 21 martie 2024.
În ultimii ani, în contextul integrării europene a Republicii Moldova, Curtea de Conturi a parcurs perioada de tranziție de la controlul financiar la auditul extern.

## Atribuții
Obiectivele și principiile activității Curții de Conturi sunt:
- evaluarea regularității, legalității, conformității, economicității, eficienței și eficacității gestionării resurselor financiare publice și a patrimoniului public;
- promovarea standardelor, recunoscute internațional, privind transparența și responsabilitatea în domeniul managementului finanțelor publice;
- asigurarea transparenței prin informarea autorităților publice responsabile și publicului despre planurile sale strategice și anuale, despre constatările și recomandările sale;
- certificarea personalului cu atribuții de audit public.

Curtea de Conturi poate să auditeze utilizarea resurselor alocate de Uniunea Europeană, de partenerii de dezvoltare și de alți donatori ale căror resurse au fost incluse în bugetul de stat sau în bugetele unităților administrativ-teritoriale.

## Atribute

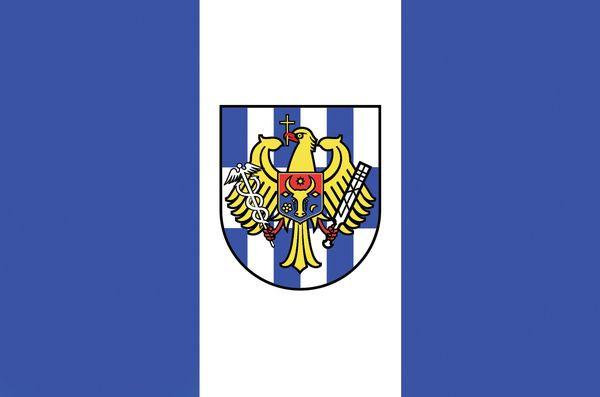
Steagul Curții de Conturi

Curtea de Conturi are drept însemne distinctive: stema, emblema, drapelul și insigna de apartenență la Curtea de Conturi, care au fost adoptate prin hotărârea nr.44 din 15 iunie 2006. Toate simbolurile caracteristice au: câmpul partiționat în bilete albastru și argint, o acvilă cruciată, de aur, cu ciocul și membrele roșii, cu aripile pe jumătate desfăcute, purtând pe piept scutul din Stema de Stat a Republicii Moldova și ținând în gheara dreapta Caduceul lui Mercur, de argint, iar în cea stângă un răboj din două bucăți, de același metal.

## Componența CCRM
- Tatiana Șevciuc – Președintă
- Eduard Moroșan
- Sergiu Știrbu
- Alexandru Munteanu
- Natalia Trofim
- Nina Onofrei
- Maria Tabacari

## Istoric președinți
| № | Nume (naștere–deces)        | Portret | Mandat             | Mandat             |
| - | --------------------------- | ------- | ------------------ | ------------------ |
| 1 | Ion Ciubuc (1943–2018)      |         | 27 decembrie 1994  | 24 ianuarie 1997   |
| 2 | Vasile Cozma                |         | 17 iulie 1997      | 31 iulie 2000      |
| 3 | Vasile Pentelei (1947–2014) |         | 31 iulie 2000      | 30 septembrie 2004 |
| 4 | Ala Popescu (1958–)         |         | 16 decembrie 2004  | 21 aprilie 2011    |
| 5 | Serafim Urechean (1950–)    |         | 21 aprilie 2011    | 29 iulie 2016      |
| 6 | Veaceslav Untilă (1956–)    |         | 29 iulie 2016      | 7 februarie 2019   |
| 7 | Marian Lupu (1966–)         |         | 7 februarie 2019   | 21 martie 2024     |
| 8 | Tatiana Șevciuc (1983–)     |         | din 21 martie 2024 |                    |